# Mellikeri, Koppal
Mellikeri là một làng thuộc tehsil Koppal, huyện Koppal, bang Karnataka, Ấn Độ.